# Uznanie dziecka
Uznanie dziecka – instytucja przewidziana w polskim Kodeksie rodzinnym i opiekuńczym przed 13 czerwca 2009 r. Została zastąpiona bardzo podobną instytucją uznania ojcostwa.
Do uznania dziecka mogło dojść, jeżeli nie zachodziło domniemanie ojcostwa lub zostało ono obalone.

## Uznanie dziecka
Uznanie dziecka mogło nastąpić przed kierownikiem urzędu stanu cywilnego albo przed sądem opiekuńczym, a za granicą przed polskim konsulem lub osobą wyznaczoną do wykonywania funkcji konsula, jeżeli uznanie dotyczyło dziecka, którego rodzice są obywatelami polskimi. W razie niebezpieczeństwa grożącego bezpośrednio życiu ojca lub dziecka uznanie dziecka mogło nastąpić także przed notariuszem.
Można było uznać dziecko nawet jeszcze nieurodzone, jeżeli zostało już poczęte.

## Zgoda na uznanie dziecka
Przedstawiciel ustawowy ojca niemającego pełnej zdolności do czynności prawnych nie mógł w jego imieniu dziecka uznać. Do uznania dziecka przez ojca mającego ograniczoną zdolność do czynności prawnych potrzebna była zgoda jego przedstawiciela ustawowego.
Jeżeli dziecko było małoletnie, do jego uznania potrzebna była zgoda matki. Jeżeli matka nie żyła albo jeżeli nie przysługiwała jej władza rodzicielska, albo jeżeli porozumienie się z matką napotykało trudne do przezwyciężenia przeszkody, zamiast jej zgody potrzebna była zgoda ustawowego przedstawiciela dziecka. Do uznania dziecka poczętego potrzebna była zgoda matki. Do uznania dziecka pełnoletniego potrzebna była jego zgoda oraz zgoda matki, chyba że matka nie żyła albo że porozumienie się z nią napotykało trudne do przezwyciężenia przeszkody.

## Unieważnienie uznania
Powództwo o unieważnienie uznania mogli wytoczyć: mężczyzna uznający dziecko z powodu wady oświadczenia woli w ciągu roku od daty uznania, matka dziecka albo ono samo po osiągnięciu pełnoletniości, nie później jednak jak w ciągu trzech lat od jej osiągnięcia.
Po śmierci dziecka unieważnienie uznania nie było dopuszczalne. Powództwo o unieważnienie uznania mógł wytoczyć także prokurator, Rzecznik Praw Obywatelskich i Rzecznik Praw Dziecka (odpowiednio: na podstawie art. 86 KRO, art. 14 pkt 4 ustawy o RPO i art. 10 ust. 1 pkt 3 ustawy o RPD).